# 熊本縣民綜合運動公園陸上競技場
熊本縣民綜合運動公園陸上競技場（日语：／*/?）位於熊本市東區，是一座於綜合運動公園內的多用途運動場，共設有32,000座位。運動場目前為日本職業足球乙級聯賽球隊熊本羅亞素的主場，亦會舉辦日本橄欖球甲組聯賽比賽。
熊本縣民綜合運動公園陸上競技場也是2019年世界盃橄欖球賽的其中一個比賽場地，共舉行過兩場分組賽賽事。
運動場於2017年2月1日開始獲冠名贊助，新名稱為笑顏健康運動場（日语：*/?）。

## 2019年世界杯橄榄球赛

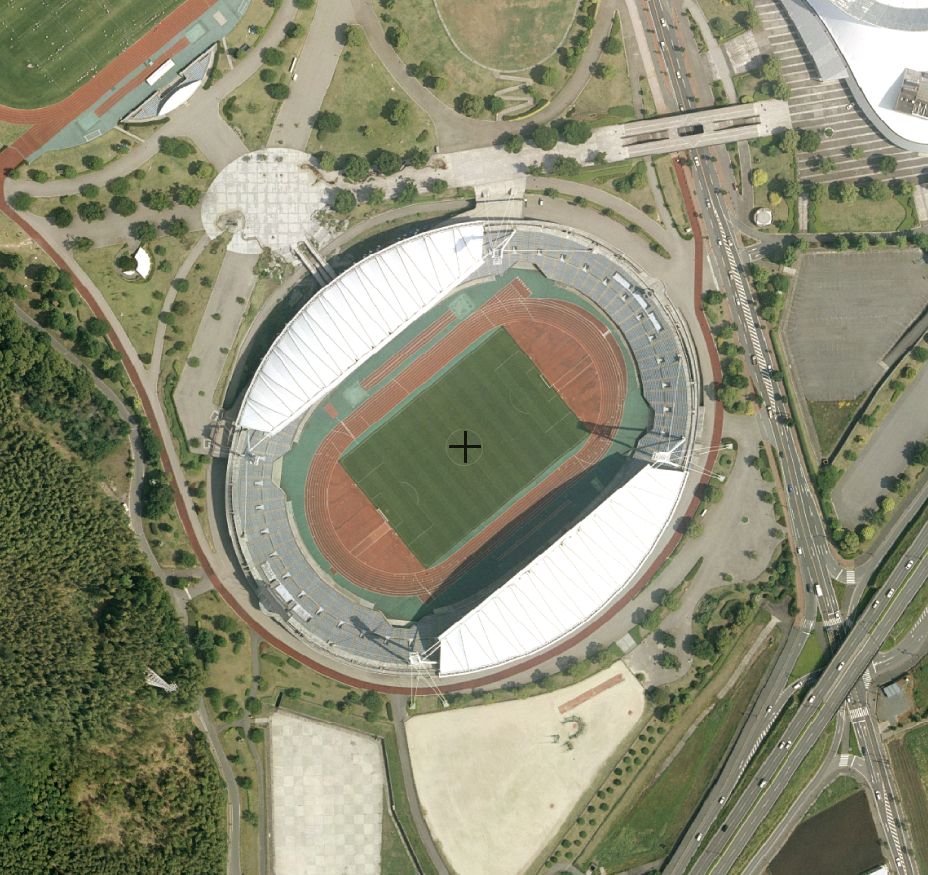
衛星圖片

| 日期           | 時間      | 主隊 | 賽果  | 客隊   | 賽事                    |
| -------------- | --------- | ---- | ----- | ------ | ----------------------- |
| 2019年10月6日  | 16:45 JST | 法國 | 23–21 |        | 2019年世界杯橄榄球赛C組 |
| 2019年10月13日 | 17:15 JST |      | 35–13 | 乌拉圭 | 2019年世界杯橄榄球赛D組 |

## 外部連結
- KKWing網站 （日語）